# Confederación de los Pueblos de las Montañas del Cáucaso
La Confederación de Pueblos de las Montañas del Cáucaso (en ruso: Конфедерация горских народов Кавказа; hasta 1991 conocida como Asamblea de los Pueblos de las Montañas del Cáucaso) fue una organización política militarizada en el Cáucaso, activa en la época anterior al colapso de la Unión Soviética y después, entre 1989 y 2000. Desempeñó un papel decisivo en la guerra de 1992-1993 entre Abjasia y Georgia, reuniendo a militantes de las repúblicas del Cáucaso septentrional. Sus fuerzas han sido acusadas por Georgia de cometer crímenes de guerra, incluida la limpieza étnica de los georgianos. La Confederación ha estado inactiva desde el asesinato de su segundo líder, Yusup Soslanbekov, en 2000.

## Creación
Por iniciativa del movimiento etno-nacionalista abjasio Aidgylara, los días 25 y 26 de agosto de 1989 se creó en Sujumi, la capital de Abjasia, la Asamblea de los Pueblos de las Montañas del Cáucaso. Los días 13 y 14 de octubre de 1990, la Asamblea celebró su segundo congreso en Nálchik, donde se transformó en la llamada República de las Montañas. El 4 de noviembre de 1990, en Nalchik, se amplió su número de miembros.[cita requerida] Dieciséis naciones del Cáucaso se unieron a la Confederación. La Asamblea eligió al presidente (Musa Shaibov) y 16 vicepresidentes. Yusup Soslanbekov era el presidente del Parlamento del Cáucaso y Sultan Sosnaliyev fue nombrado jefe del departamento militar de la Confederación.[cita requerida] Se celebró una tercera asamblea en Sujumi los días 1 y 2 de noviembre de 1991, en la que la organización pasó a llamarse Confederación de Pueblos de las Montañas del Cáucaso.[cita requerida]

## Guerra en Abjasia
Tras el estallido de la guerra cuando las tropas georgianas entraron en Abjasia en agosto de 1992, la Confederación celebró su undécima sesión parlamentaria en Grozni. Después de esta reunión quedó claro el propósito de la creación de esta organización. La Confederación creó destacamentos de asalto de voluntarios que luego fueron desplegados en Abjasia durante la guerra. La confederación reunió a unos 1.500 voluntarios en el lapso de un mes. Se informó que Shamil Basáyev se convirtió en comandante de las fuerzas del CMPC en 1992.

### Masacre de Sujumi
El 27 de septiembre de 1993, la parte abjasia violó el acuerdo de alto el fuego mediado por la ONU (la parte georgiana había acordado retirar toda la artillería pesada y los tanques de Sujumi a cambio de un alto el fuego) al atacar la indefensa Sujumi. Los confederados se trasladaron a Sujumi y comenzaron a barrer las calles de la ciudad. Cuando la ciudad se vio envuelta en intensos combates, los civiles se refugiaron en casas y edificios de apartamentos abandonados. Algunos de los civiles de etnia georgiana fueron masacrados por los confederados. A última hora de la tarde, el resto de las tropas georgianas se rindió al lado abjasio. La mayoría de los prisioneros de guerra georgianos fueron ejecutados el mismo día por formaciones abjasias y confederadas. Pocos civiles y militares lograron sobrevivir a la masacre. La masacre continuó durante dos semanas después de la caída de Sujumi (ver Limpieza étnica de georgianos en Abjasia).

## Historia posterior
Después de la guerra de Abjasia, la Confederación entró en un período de declive debido en gran parte a las disputas entre sus facciones pro-Kremlin y separatistas. Experimentó un breve resurgimiento en diciembre de 1994, cuando Shaibov reunió a miles de personas en todo el Cáucaso Norte para bloquear las carreteras a las fuerzas rusas que se dirigían a Grozni . Sin embargo, el cambio de poder en la república natal de Shanibov, Kabardia-Balkaria, a favor de un líder fuertemente pro Moscú le impidió ejercer cualquier influencia política en la región, lo que le obligó a retirarse de la política en 1996. Desde entonces, la organización no ha tenido ningún papel en los asuntos del Cáucaso. Nunca se disolvió, pero ha estado completamente inactiva desde que el sucesor de Shanibov, Yusup Soslambekov, fue asesinado en Moscú el 27 de julio de 2000.
Sus fuerzas han sido acusadas (entre otras cosas por la Comisión Estatal de Georgia para Determinar los Hechos de las Políticas de Limpieza Étnica y Genocidio) de cometer crímenes de guerra, incluida la limpieza étnica de georgianos.